# Виконт Ридли

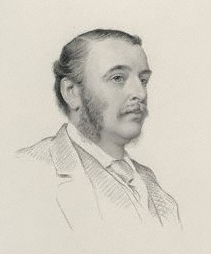
Мэттью Уайт Ридли, 1-й виконт Ридли (1842—1904)

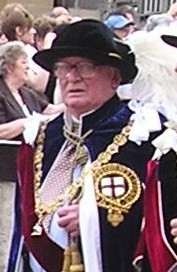
Мэттью Уайт Ридли, 4-й виконт Ридли (1925—2012)

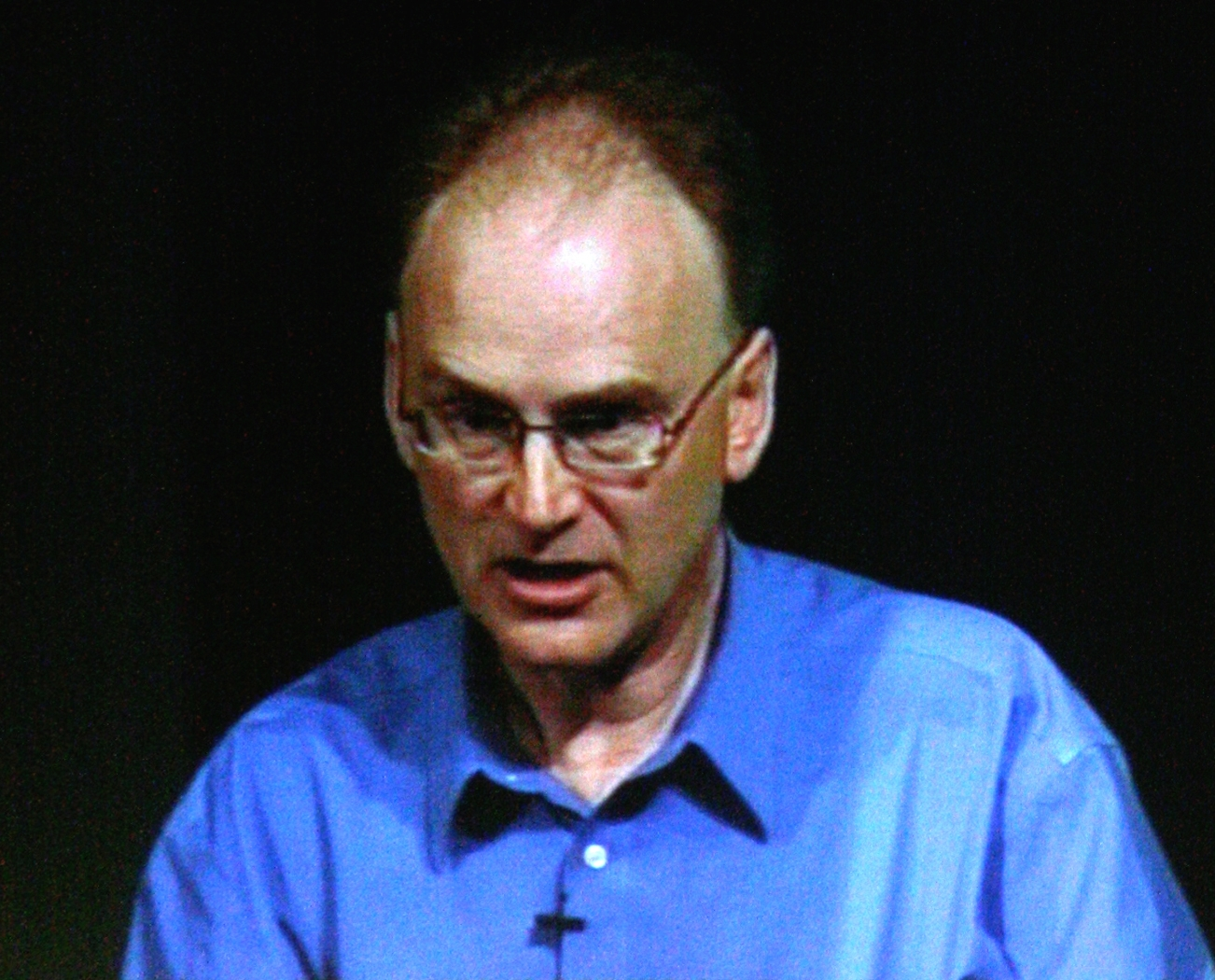
Мэттью Уайт Ридли, 5-й виконт Ридли (род. 1958)

Виконт Ридли (англ. Viscount Ridley) — наследственный титул в системе Пэрства Соединённого королевства.

## История
Титул виконта Ридли был создан 19 декабря 1900 года для консервативного политика сэра Мэттью Уайта Ридли, 5-го баронета (1842—1904). Он был депутатом Палаты общин от Северного Нортумберленда (1868—1885) и Блэкпула (1886—1900), а также занимал посты заместителя министра внутренних дел (1878—1880), финансового секретаря казначейства (1885—1886) и министра внутренних дел Великобритании (1895—1900). Вместе с титулом виконта в 1900 году он получил титул барона Уэнслидейла из Блэгдона и Блита в графстве Нортумберленд (Пэрство Соединённого королевства). Титул барона Уэнслидейла с 1856 года принадлежал его деду по материнской линии, Джеймсу Парку, барону Уэнслидейлу (1782—1868). После его смерти титул барона прервался, так как ни один из его сыновей не пережил своего отца.
Лорду Ридли наследовал его сын, Мэттью Уайт Ридли, 2-й виконт Ридли (1874—1916). Он представлял Стелибридж в Палате общин Великобритании (1900—1905). Его сын, Мэттью Уайт Ридли, 3-й виконт Ридли (1902—1964), был председателем совета графства Нортумберленд. Сын последнего, Мэттью Уайт Ридли, 4-й виконт Ридли (1920—2012), был лордом-лейтенантом Нортумберленда (1984—2000) и лордом-стюардом (1989—2001).
По состоянию на 2024 год носителем титула являлся его сын, журналист и писатель Мэттью Уайт Ридли, 5-й виконт Ридли (род. 1958), который сменил своего отца в 2012 году.
Титул баронета из Блэгдона в графстве Нортумберленд (Баронетство Великобритании) был создан 6 мая 1756 года для Мэттью Уайта (ок. 1727—1763), с правом наследования для мужских потомков его сестры Элизабет (1721—1764), жены Мэттью Ридли (1716—1778). Ему наследовал его племянник, сэр Мэттью Уайт Ридли, 2-й баронет (1745—1813). Он представлял в Палате общин Морпет (1768—1774) и Ньюкасл-апон-Тайн (1774—1800, 1801—1812). После его смерти титул перешел к его старшему сыну, Мэттью Уайту Ридли, 3-му баронету (1778—1836). Он был депутатом Палаты общин от Ньюкасл-апон-Тайна (1813—1836). Его сменил его сын, Мэттью Уайт Ридли, 4-й баронет (1807—1877). Он заседал в Палате общин Великобритании от Северного Нортумберленда (1859—1868). 4-й баронет был мужем Сесилии Энн Парк (ум. 1845), дочери Джеймса Парка, 1-го барона Уэнслидейла. После смерти 4-го баронета титул унаследовал его сын, Мэттью Уайт Ридли, 5-й баронет (1842—1904), который в 1900 году стал пэром, получив титул виконта Ридли.
Также известны три других члена семьи Ридли. Николас Уильям Ридли-Колбон (1779—1854), младший сын 2-го баронета, британский политик, шесть раз избирался депутатом Палаты общин. В 1839 году для него был создан титул барона Колборна. Достопочтенный сэр Джаспер Ридли (1887—1951), рыцарь-командор Ордена Бани. Николас Ридли, барон Ридли из Лиддесдейла (1929—1993), младший сын 3-го виконта Ридли, консервативный политик. Он занимал посты финансового секретаря казначейства (181—1983), министра транспорта (1983—1986), министра по вопросам окружающей среды (1986—1989) и министра торговли и промышленности (1989—1990). В 1992 году он получил звание пожизненного пэра в качестве барона Ридли из Лиддесдейла.

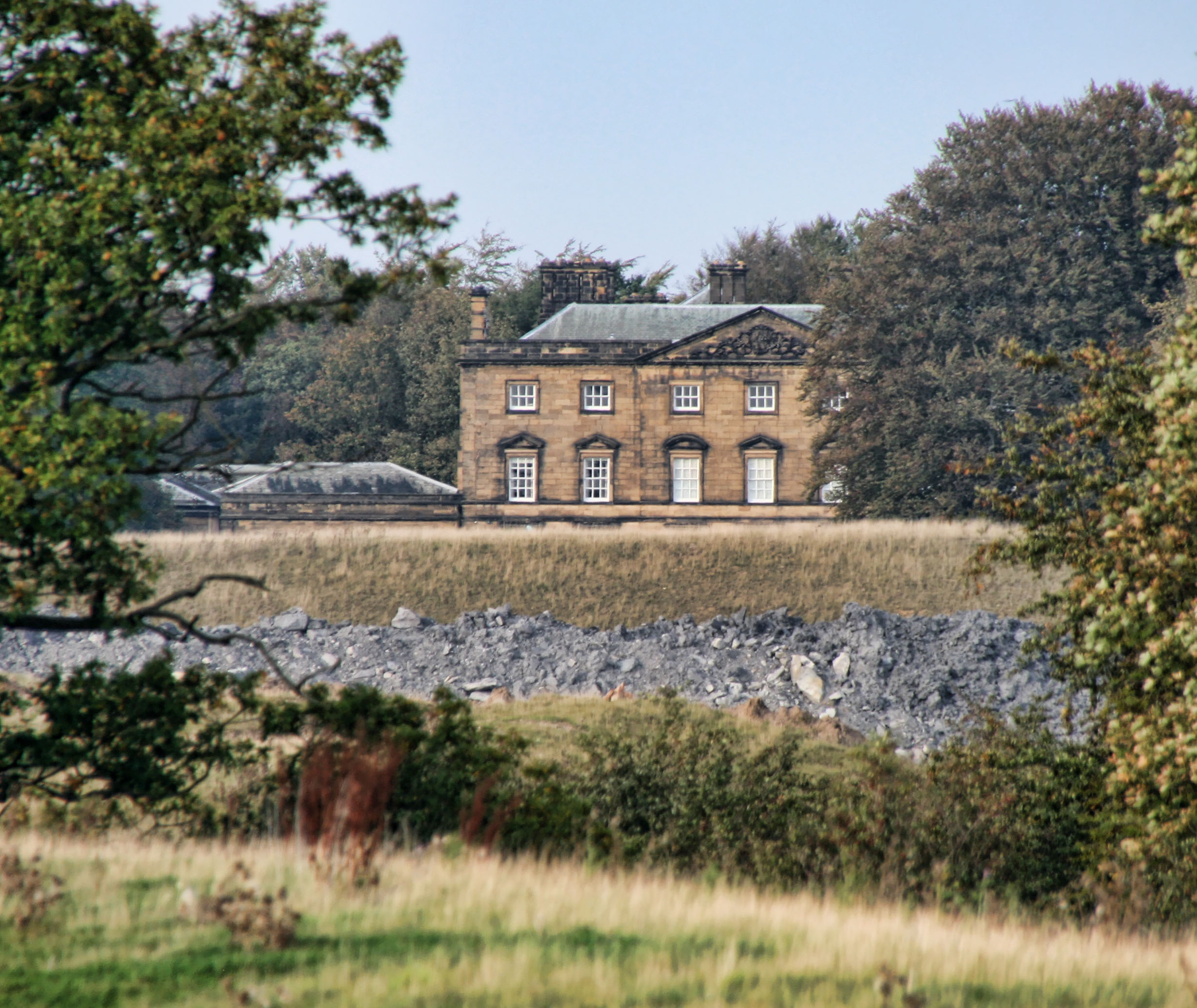
Блэгдон Холл, резиденция виконтов Ридли

Семейная резиденция — Блэгдон Холл, в окрестностях Крамлингтона в графстве Нортумберленд.

## Баронеты Ридли из Блэгдона (1756)
- 1756—1763: Сэр Мэттью Уайт, 1-й баронет (ок. 1727 — 21 марта 1763)
- 1763—1813: Сэр Мэттью Уайт Ридли, 2-й баронет (28 октября 1745 — 9 апреля 1813), сын Мэтью Ридли (1716—1778) и Элизабет Уайт (1721—1764), племянник предыдущего
- 1813—1836: Сэр Мэттью Уайт Ридли, 3-й баронет (18 апреля 1778 — 14 июля 1836), старший сын предыдущего
- 1836—1877: Сэр Мэттью Уайт Ридли, 4-й баронет (9 сентября 1807 — 25 сентября 1877), сын предыдущего
- 1877—1904: Сэр Мэттью Уайт Ридли, 5-й баронет (25 июля 1842 — 28 ноября 1904), единственный сын предыдущего, виконт Ридли с 1900 года.

## Виконты Ридли (1900)
- 1900—1904: Мэттью Уайт Ридли, 1-й виконт Ридли (25 июля 1842 — 28 ноября 1904), единственный сын сэра Мэттью Уайта Ридли, 4-го баронета
- 1904—1916: Мэттью Уайт Ридли, 2-й виконт Ридли (6 декабря 1874 — 14 февраля 1916), старший сын предыдущего
- 1916—1964: Мэттью Уайт Ридли, 3-й виконт Ридли (16 декабря 1902 — 25 февраля 1964), единственный сын предыдущего
- 1964—2012: Мэттью Уайт Ридли, 4-й виконт Ридли (29 июля 1925 — 22 марта 2012), старший сын предыдущего
- 2012 — настоящее время: Мэттью Уайт Ридли, 5-й виконт Ридли (род. 7 февраля 1958), единственный сын предыдущего
  - Наследник титула: достопочтенный Мэттью Уайт Ридли (род. 1993), единственный сын предыдущего.